# São João dos Montes
São João dos Montes ist ein Ort und eine ehemalige Gemeinde (Freguesia) im portugiesischen Kreis Vila Franca de Xira. Die Gemeinde hatte 6013 Einwohner (Stand 30. Juni 2011).
Am 29. September 2013 wurden die Gemeinden São João dos Montes, Calhandriz und Alhandra zur neuen Gemeinde União das Freguesias de Alhandra, São João dos Montes e Calhandriz zusammengeschlossen.